# Brest Challenger 1992
Il Brest Challenger 1992 è stato un torneo di tennis facente parte della categoria ATP Challenger Series nell'ambito dell'ATP Challenger Series 1992. Il torneo si è giocato a Brest in Francia dal 26 ottobre al 1º novembre 1992 su campi in cemento indoor.

## Vincitori

### Singolare
Marcos Ondruska ha battuto in finale  Bernd Karbacher con il punteggio di 5–7, 6–3, 6–0.

### Doppio
Marius Barnard /  Brent Haygarth hanno battuto in finale  Ģirts Dzelde /  Bent-Ove Pedersen con il punteggio di 6–2, 7–6.